# ヤーコプ・ベーメ

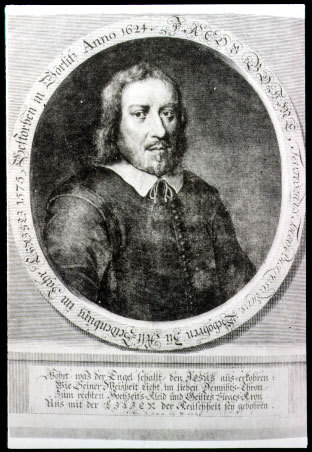
ヤコブ・ベーメ

ヤコブ・ベーメ（Jakob Böhme，1575年 - 1624年11月17日）は、ドイツの神秘主義者である。ドイツ語で主に著述した最初の思想家でもあり、信奉者から付けられた「フィロソフス・テウトニクス」（ドイツの哲人）という異名でも知られる。ルター派教義を背景とし、パラケルススら新プラトン主義に影響を受けた独特の自然把握と「神の自己産出」という哲学史上稀な概念の展開は、敬虔主義やドイツ観念論といった近世のドイツ思想だけでなく、近代の神秘学にも影響を与えている。
主著は『アウローラ』、『シグナトゥーラ・レールム』、『大いなる神秘』、そして『キリストへの道』。

## 生涯

### 出生（アウローラ脱稿前）
1575年、北ドイツ・オーバーラウジッツのナイセ川流域の都市ゲルリッツの近郊、アルト・ザイデンベルク（Alt Seidenberg）に生まれる。ここは現在、ポーランド領スリクフ（Sulików）の一部になっている。靴職人としての修養を終えたベーメは、1599年以降ゲルリッツで靴職人として働き、家庭を設ける。
ベーメが著述を始めた時期は確定できないが、1612年最初の著作『アウローラ』が完成する。ベーメはのちに書簡中で、この著述の根底にそれ以前の神秘体験があり、「12年もの間それ（＝神秘体験）に関わった」と述べる。正規の哲学教育のみならずギムナジウムでの中等教育をも受けていない靴職人にとってこの作業が困難を極めたことは容易に想像される。ベーメ自身もまた、この最初の著作が文体と内容の両方に渡って晦渋であることを認めているほどである。
しかし同時にこの著作にはベーメの根本的思想の萌芽が現れていることも広く認められている。ベーメは上掲の書簡において『アウローラ』について「一冊より多くの書物、一つ以上の哲学が、しかもつねにより深められて生み出される」とも語っている。自己の神秘体験をつづった『アウローラ』によって一度は異端として非難され、休筆するものの、その後著述を再開する。

### アウローラ脱稿後
ベーメははじめ己の体験の覚書として『アウローラ』を著し、公開する意図はなかった。しかし友人に乞われてその手稿を貸し出すうちに、これを筆耕するものも出始め、『アウローラ』はベーメの交友範囲を越えて、ゲルリッツ市民に知られるようになった。神秘体験という個人的な幻視と、素朴なキリスト教信仰の合致から生まれた自然と人間の関係についてのこの著述は、しかし当時ゲルリッツの監督牧師であったグレゴール・リヒターにはルター派正統教義をおびやかすものとして認識された。リヒターは説教壇からベーメを異端思想の持ち主として非難し、これに呼応する市民は公然とベーメの自邸に攻撃をするなどし、ベーメの平穏な生活は脅かされた。この結果、ベーメが著述を以後しないこと、リヒターは教会においてベーメを非難することをやめるとの妥協が市の当局の仲裁によって定まり、ベーメは著述を控えることとなった。
一方でベーメの『アウローラ』を好意的に受容する者も一定数存在した。その中には貴族階級の読書人もあり、ベーメの精神的支援者となるばかりでなく、ベーメに錬金術など当時の新プラトン主義的自然哲学思想を媒介するとともに、読書の機会を与えた。ベーメの著作に散見するラテン語はこのような友人たちからベーメが学んだものがほとんどであるが、パラケルススの著述については、これを直接読んだとベーメは証言しており、錬金術用語を『シグナトゥーラ・レールム』・『大いなる神秘』をはじめとする後の著作では大いに用いている。またこの読書はベーメに遅い年齢に達してではあるが、自己の著述を反省し言葉を練る助けとなった。

### シグナトゥーラ・レールム脱稿後
ベーメは和解の協約を守り新たな著述を行うことはなかったが、その後もリヒターは教会での攻撃をやめず、市民を扇動してベーメを悩ませた。また友人たちもベーメに『アウローラ』に続く著作を所望した。ベーメは自らの沈黙が平和をもたらさぬことを知るばかりでなく、この期間に熟成していった自己の思想をむしろ積極的に表明することが自己の使命であると確信するに到る。1618年ベーメは著述を再開し、1624年の死に至るまでの6年間に『シグナトゥーラ・レールム』を始めとする幾つかの大著、および付随する小論文、信奉者宛の書簡などで、精力的にその思想を語りだしていく。

### キリストへの道脱稿後
幾つかの小論を集めて出版を勧めるものがあり1623年に『キリストへの道』を出版する。この著作は『アウローラ』同様、激しい議論と敵意の的となり、ベーメはその対応に追われて本格的な著述をする暇を取れないばかりか、ゲルリッツに家族を残してひとり退去し、ドレスデンに一時滞在することになる。しばらくドレスデンに滞在した後、ゲルリッツに戻ったベーメは病を得て没した。

## 思想

### 三つの大きな波
ベーメは生涯、自身の自覚としてはルター派の信仰に忠実でありつづけた。ベーメの思想の第一の背景としてはベーメが教会を通して受けた宗教教育が挙げられる。しばしば自然哲学として解釈されるその思想も、ベーメの意図としては晩年の著作の題名が示すように『キリストへの道』として語りだされている。しかしその思想はベーメが正規の教育を受けなかったがゆえに、伝統的なキリスト教の形而上学の神概念を超出している。
ベーメ研究者であるグルンスキーは、著述再開後1618年から1624年までのベーメの思想の展開を4期に分け、それぞれを波の襲来にたとえている。うち第4の波、ベーメの最晩年は『アウローラ』発表時と似たような騒動の渦中にあり、そのためベーメは書簡や自身への論難を反駁する小論の著述に追われ、自己の思想の全貌を語りうる量の著述を残していない。したがってベーメの思想の展開は、それ以前の3つの波、さらに最初の諸述『アウローラ』を中心として語られざるを得ない。
グルンスキーによれば、第1波は著述再開から1622年までの時期で、この時期のもっとも整った書は『三つの諸原理について』（Von den drei Prinzipien）である。続く第2波は1621年早くから1622年夏までであり、『シグナトゥーラ・レールム』執筆の時期に当たる。なお、第3波は1622年秋から1623年秋までに当たり、ここにはベーメ最大の著作『大いなる神秘』を含む諸著作が含まれる。
ベーメは自己の思想の連続性に強い確信を抱いていた。先に触れた書簡でも、『アウローラ』の著述の晦渋さと未成熟を反省する一方で、そこに述べられた内容は『アウローラ』以前の神秘体験の数秒のうちにまったき仕方で与えられており、それを開陳するために必要な言語を欠いていたのだと述懐している。しかし研究者の間では、この一貫性を認めつつも、『アウローラ』・『シグナトゥーラ・レールム』・『大いなる神秘』をそれぞれ頂点となす思想の泳動をベーメのうちにみることが一般的である。

### 神の顕現
ベーメの見たヴィジョンは万物の神的な実相とでもいうべきものであった。ベーメはあらゆる存在の中に神のドラマを見て、わたしたち人間すべては神の歓びの調べをかなでる楽器の弦であるという。「すべてのものは神である。」と言ってしまえばそれは単純な汎神論になる。しかしベーメの汎神論は決して単純ではない。名状しがたきヴィジョンをどうにか捉えようと特殊な用語を駆使し、神の現われをダイナミックに描写しようとする彼の思想は複雑難解なものである。その記述は神の起源にまでさかのぼる。神の奥の奥、三位一体の神の根源をベーメは無底と呼ぶ。無底とは底なきもの、他の何かによって根拠づけられることがなく、また底がないのであるから何かを根拠づけることもない。
このどこまで行っても何もない無の中には他の「あるもの」を求めるあこがれがあるという。ただし、あこがれは無限に広がっており、中心もなければ形もない。あこがれの海、そこには何もないのだから何も見ず、何も映さない。いわばこれは目でない目、鏡でない鏡である。あこがれから外に向かっていこうとする運動を意志というが、この意志が無底の内に向かって収斂し、自分自身である無をつかむとき、無底のうちにかすかな底ができ、ここからすべてが始まる。意志は本質の駆動力であり、いかなる本質も意志なくしては生じないという。
意志は底に立つことで外に向かうことができるようになる。底ができることによって無底が無底となり、目が目となり、鏡が鏡となる。あるものがあるものとして認識されるためには区別が必要なのである。ベーメによれば神ですら自己を認識するには神以外のものを必要とする。さて、中心と円周が明確となることによって智慧の鏡と呼ばれるものが生じる。鏡は精神（ガイスト）を受けとめ、すべてを映すが、それ自体は何かを産むことのない受動的なものである。智慧の鏡は別名ソフィアという。ソフィアは「受け入れるが産まない」という処女の性質をもつ無である。無であるというのはソフィアが存在から自由なものだからだ。この自由なるソフィアを見ようと意志は鏡をのぞきこみ、鏡に自分自身の姿を映す。ここで意志は欲望をおこし、イマギナチオ（想像）する。イマギナチオによって意志は孕み、精神としての神と被造物の原形が鏡において直観されるのである。

### 永遠の自然
これから神の欲求が外へと向かうことで世界が形成されるのだが、この後直接に我々が目にするような自然が創造されるというのではない。次いでベーメが語るのは、可視的自然の根源たる永遠の自然である。彼は七つの霊もしくは性質によって万物が形成されるという。性質（Qual）とは苦（Qual）であり源泉（Quelle）である。これは単なる語呂合にも思われるかもしれないが、これから述べるようにベーメにとって言葉やひびきは存在の本質と深く関わったものである。内容からすれば、存在がさまざまなかたちに分かれ、性質をもつということは始元の融合からの乖離として苦であるという意味にとれる。
まず第一の性質、それは欲望であり、内側に引きこもる働きを持っている。渋さ、堅さとも表現される欲望は、自分自身を引きずり込み、濃縮して闇となる。既に無底の内で働いていたこの原理は自然の第一の原理である。
第二の性質は第一のものと逆に外へ向かう運動、流動性。これはつきさして暴れ、引きこもる力に抗して上昇、逃走しようとする。この性質は『アウローラ』では甘さと呼ばれ、他では苦さと呼ばれる。
第三は上の二つの力の張り合いである不安。内へ向かう力と外へ向かう力は互いに反発しあい、一方が強くなれば他方も強まるので安定することがない。それは相反する面が互いに運動する車輪の回転のようでもある。不安の輪の回転は限りなくエセンチア（存在物、本性）を生み出す。以上の三つの原理は第一原理、万物の質料の源である。
さて、第四の性質は熱とか火花と呼ばれ、闇を焼き尽くして光を生じさせる。この原理によって前の第一原理の三性質、暗い火が明るい火へと転じ、死のうちから生命が現れる。不安の輪の残酷な回転が結果的に火の鋭さ、そして輝かしい生命を生む。
第五の性質は光であり、熱から出たものでありながらも焼き尽くす破壊的な熱とは反対にやわらかく、優しい。この性質は歓びと恵みの原理であって、ここから五感（見、聞、感、味、嗅）が誕生する。愛に抱かれ、ここで統一された多様な力は再び外へ向かって広がりゆく。
この広がり、すなわち第六の性質はひびき、音、そしてことばである。内にあったものがこの性質によって外へ顕わになり、語られるのである。ひびきは認識を可能にし、自然の理を明らかにして知と関係する。精神はここまで細分化しつつ展開してきたわけだが、理に至って自らの展開を十分に認識する。
そして最後の第七性質においてこれまで展開してきたものに形が与えられる。このようにベーメにとっての世界の創造とは、神が一気に制作することではなく、神の想像の働きが自己を展開してゆくことである。その際否定的な要素が大きな役割を果たしているのに注目すべきである。世界が生き生きとしたものになるためには障害が不可欠なのである。
ドイツ観念論の完成者ヘーゲルはベーメを「ドイツ最初の哲学者」と呼んだ。対立する力の働き合いの内に絶対者が自己を実現してゆくという彼の哲学はベーメの内にその原形を有していると言える。ただしヘーゲルはベーメの「混乱したドイツ語」には辟易していた。この項では概略を見てきたが実際にはベーメの思想はさらに複雑で、錬金術の特殊な用語や記号との対応があり、言葉の使用法は通常のものとは大きく離れている。世界の内に甘さや苦さが働いていると言われても、普通の人間は奇妙な印象を受けるだろう。彼が神秘学にかぶれた「無学な靴職人」とそしられるとしても、その晦渋な文章を考えれば理由がないわけではない。

### 堕落と救済
ところで現実の世界を見渡すとき、そこには悪があふれている。ベーメはこの悪の起源についても語る。伝統的な神学上の問題として、完全な善である神が世界を創造したというならなぜ世界には悪が存在するのかというものがある。
ベーメの神観では、神は純粋な善であるわけではなく、暗い面をも持っているわけだが、それが直接にこの世の悪の原因となっているわけではない。可視的自然の創造以前に創造された天使の世界に悪の起源があるというのである。天使は怒りの暗い火と愛の明るい火を精神の原理とするものとして創造された。怒りを愛に従わせることが善なのであるが、自由な意志にとっては逆も可能である。そして天使は自由な意志を持っていた。大天使のひとり、ルシファーは自由をマイナス方向に向けて用いた。
第一性質と第二性質には悪が潜在的に存在していたが、ルシファーはこの二つの性質に対し自らが神たらんとするイマギナチオを向けたのである。ルシファーの神への反逆はマイナスの創造として自由のエネルギーを逆流させ、闇の鏡をつくりだす。闇の鏡はソフィアの鏡と異なって多様な虚像を映し出す。これが空想である。ルシファーは闇の鏡をのぞきこんで空想に踊らされ、ますますエゴを肥大化させる。かくして天使の国は怒りの暗い火が燃える地獄と明るい光の天国に分裂してしまう。
しかし神は世界の混乱をそのままにしておかない。ルシファーの闇の創造に対して再び光の創造が発動する。創世記第一章で神が「光あれ」と言ったところがこの創造である。ここで時間と空間、可視的自然、そして人間が創造される。最初の人間アダムは神が自己を実現してきた最後の到達点であって、その中にはすべてが見出され、天使にも勝るというまさに至高の存在である。当初のアダムは男と女の両方の性質を合わせ持つ完全な統一体であった。だが、アダムもやがて堕落する。神から愛され、自らも自らを愛する素晴らしきアダムを悪魔は手に入れたいと思った。悪魔はアダムを誘惑し、不完全なる多の世界にアダムの心を向かわせる。
この堕落によりアダムの中の女性の部分である乙女ソフィアは天に帰ってしまった。それとともにアダムを中心として調和していた宇宙は統一を失って複雑な多の世界と化す。アダムは孤独となり、神はそれを憐れんで新たなる女性、エヴァを創造した。しかしエヴァはソフィアの完全な代理とはなりえない。アダムはエヴァの中にソフィアを求め、男女はこうして惹かれ合うようになるものの、性によって苦しみもするのである。
だが、アダムの堕落はルシファーのそれと違う点がある。ルシファーが自らの自由意志で神に反逆したのに対し、アダムはそそのかされて罠に落ちたに過ぎない。そして人間は時間の中の存在である。時間には対立するものを調停する働きがあるので、人間の罪は許される可能性があるのだ。それに対しルシファーは永遠の存在であるため、罪が贖われるということがない。神は堕落した人間を救うため、救世主キリストを遣わす。キリストはエヴァのソフィア化である処女マリアから生まれたので、アダムが喪失した男性－女性の両極性を持っている。いわばキリストとは第二のアダムである。キリストは堕落のそもそもの原因である自由意志を放棄し、完全な受動性のもとに十字架にかけられる。この第二のアダムたるキリストに倣うことで我々は救われるとベーメは述べている。キリストの十字架を背負い、すすんで迫害や嘲笑に会い殺されることで、火も焼き尽くすことができない新しい人間として生まれることができるという。

## 主要著作
- 1612: Aurora (Die Morgenröte im Aufgang)
- 1619: De tribus principiis (Beschreibung der drei Prinzipien göttlichen Wesens)
- 1620: De triplici vita hominis (Von dem Dreyfachen Leben des Menschen)
- 1620: Psychologica vera (Vierzig Fragen von der Seelen)
- 1620: De incarnatione verbi  (Von der Menschwerdung Jesu Christi)
- 1620: Sex puncta theosophica (Von sechs Theosophischen Puncten)
- 1620: Sex puncta mystica (Kurze Erklärung Sechs Mystischer Puncte)
- 1620: Mysterium pansophicum (Gründlicher Bericht von dem Irdischen und Himmlischen Mysterio)
- 1620: Informatorium novissimorum (Unterricht von den letzten Zeiten an P. Kaym)
- 1621: Christosophia (der Weg zu Christo)
- 1621: Libri apologetici (Schutz-Schriften wider Balthasar Tilken)
- 1621: Antistifelius (Bedenken über Esaiä Stiefels Büchlein)
- 1622: Ingleich Vom Irrtum der Secten Esaiä und Zechiel Meths
- 1622: De signatura rerum (Von der Geburt und der Bezeichnung aller Wesen)
- 1623: Mysterium Magnum (Erklärung über das erste Buch Mosis)
- 1623: De electione gratiae (Von der Gnaden-Wahl)
- 1623: De testamentis Christi (Von Christi Testamenten)
- 1624: Quaestiones theosophicae (Betrachtung Göttlicher Offenbarung)
- 1624: Tabulae principorium (Tafeln von den Dreyen Pricipien Göttlicher Offenbarung)
- 1624: Apologia contra Gregorium Richter (Schutz-Rede wider Richter)
- 1624: Libellus apologeticus (Schriftliche Verantwortung an E.E. Rath zu Görlitz)
- 1624: Clavis (Schlüssel, das ist Eine Erklärung der vornehmsten Puncten und Wörter, welche in diesen Schriften gebraucht werden)
- 1618–1624: Epistolae theosophicae (Theosophische Send-Briefe)
- 1682: (1) Werkausgaben

## 選集
- Jacob Böhme: Sämtliche Schriften. 11 Bände, Faksimile der Ausgabe von 1730, hrsg. von Will-Erich Peuckert. Frommann-Holzboog, Stuttgart-Bad Cannstatt 1955–1989, ISBN 978-3-7728-0061-0
- Jacob Böhme: Die Urschriften. 2 Bände, im Auftrag der Akademie der Wissenschaften zu Göttingen hrsg. von Werner Buddecke. Frommann-Holzboog, Stuttgart-Bad Cannstatt 1963–1966, ISBN 978-3-7728-0073-3